# Boulevard Félix-Faure (Saint-Denis)
Pour les articles homonymes, voir Boulevard Félix-Faure.
Le boulevard Félix-Faure est une voie de communication de Saint-Denis.

## Situation et accès
Ce boulevard commence place du 8-Mai-1945, au croisement de la rue Gabriel-Péri, dans le prolongement du boulevard Carnot.
Il forme le point de départ, au sud, du passage des Arbalétriers et du passage de Jouy.
Cette voie croise ensuite la rue Albert-Walter (Anciennement rue de la Fromagerie, puis rue Royale en 1847, jusqu'en 1920), le passage Lacroix, la rue Bonnevide, puis se termine au croisement de l'avenue Jean-Moulin et du boulevard de la Commune-de-Paris.
Il est parcouru sur toute sa longueur par la ligne 1 du tramway d'Île-de-France.

## Origine du nom

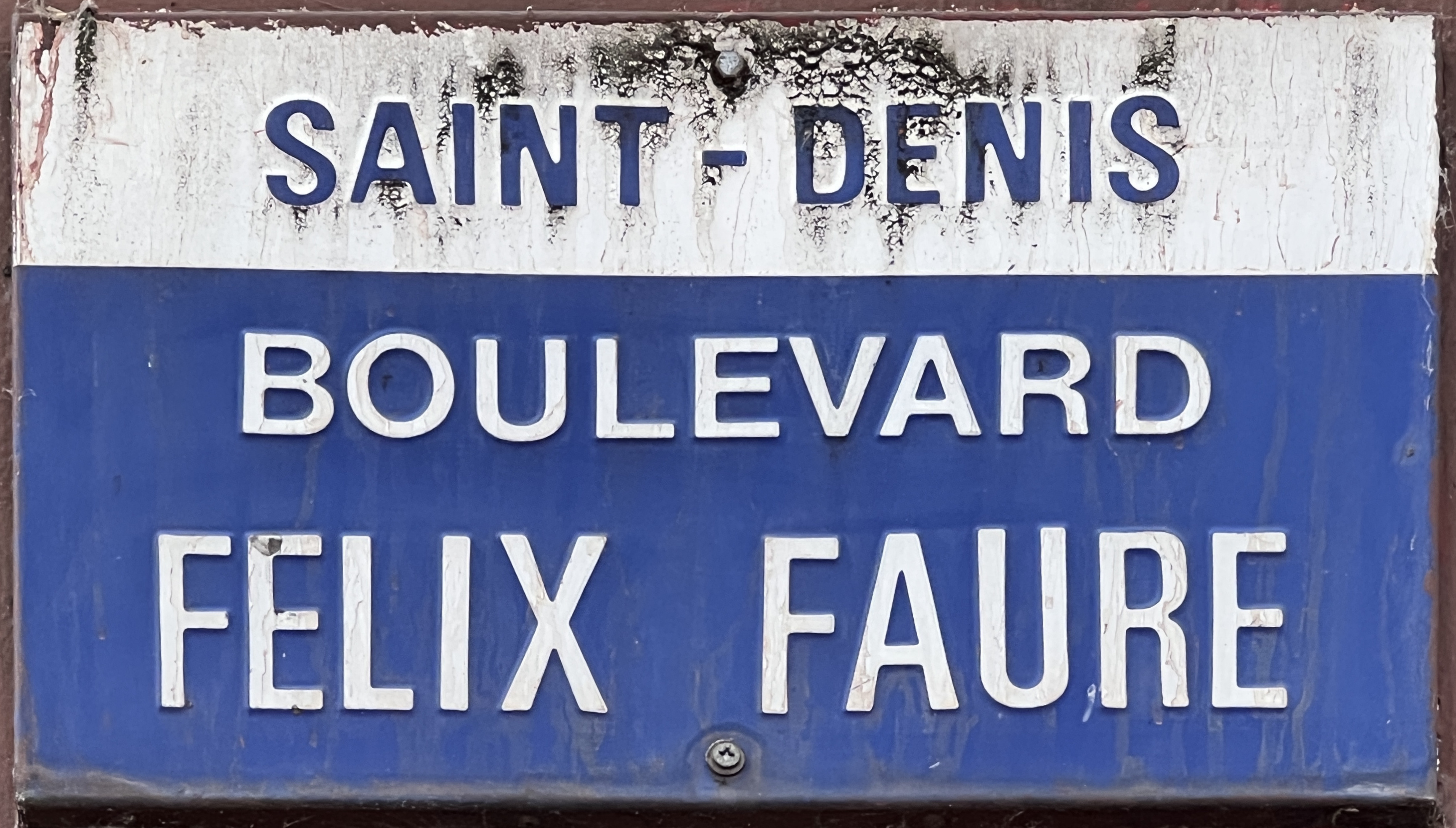
Plaque Boulevard Félix-Faure

Ce boulevard portait précédemment le nom de cours Chavigny, du nom de Pierre Le Roy de Chavigny, sous-préfet de Saint-Denis sous la Restauration. En 1893 fut émis le projet de le renommer boulevard de la République, mais cette décision fut refusée. Il porte aujourd'hui le nom de Félix Faure (1841-1899) président de la République française de 1895 à sa mort, dénomination qui remonte au Conseil municipal du 21 février 1913.

## Historique
Il n'allait à l'origine que de la rue de Paris (aujourd'hui rue Gabriel-Péri) à la rue Royale (rue Albert-Walter). Dès son prolongement en 1808 sur les anciens remparts et fossés de la ville, il fut nommé cours Chabrol (du nom de Gilbert-Joseph-Gaspard Chabrol de Volvic, ancien préfet de la Seine sous la Restauration), puis cours Chavigny en 1828 pour prendre son nom actuel en 1913.
En 1981, sa partie orientale fut renommée boulevard de la Commune-de-Paris.

## Bâtiments remarquables et lieux de mémoire
- Les écoles municipales[5], construites en 1905 sur les plans de Paul Laynaud, architecte de la ville de Saint-Denis[6], firent l'objet d'études spéciales visant à améliorer l'ergonomie des salles de classe et faciliter l'apprentissage des enfants[7].
- En 1931, la machine élevatoire et son château d'eau, bâtis en 1881 pour alimenter les bornes-fontaines de la ville, furent détruits et â leur emplacement s'éleva la piscine municipale, inaugurée en présence de Marcel Cachin le 1er octobre 1933.
- À l'angle de la rue Albert-Walter, anciennement rue de la Fromagerie, se trouvait un abreuvoir, établi en 1828[8].

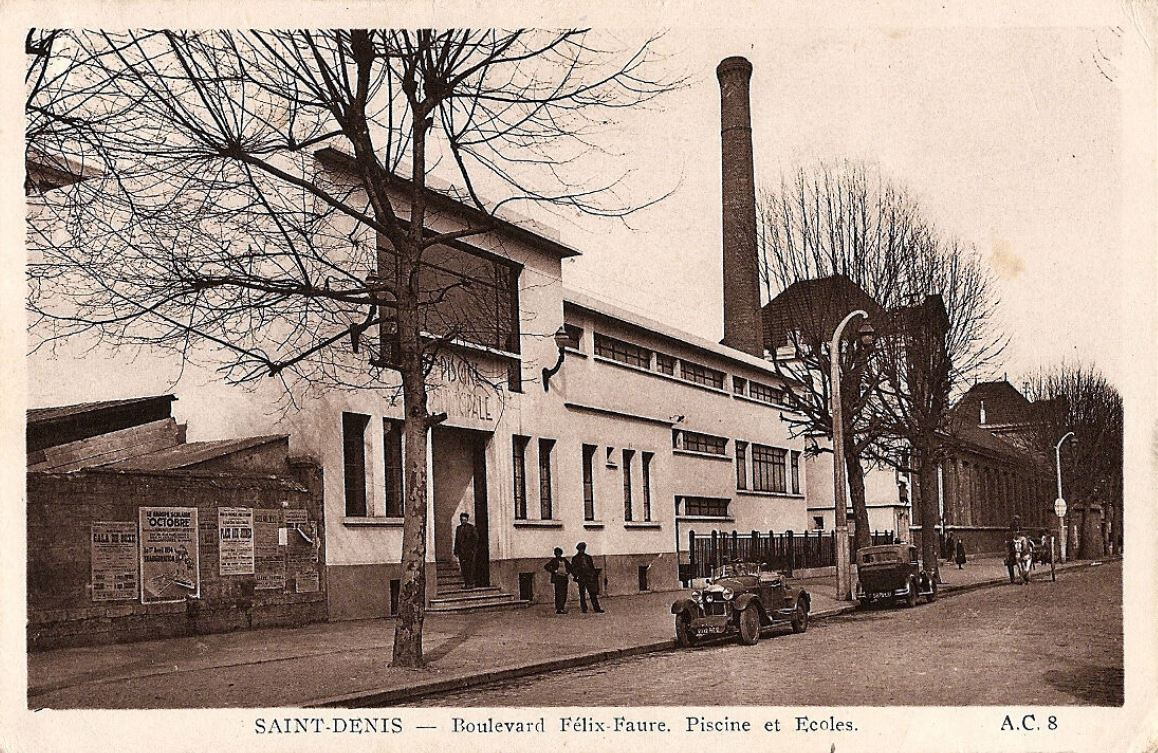
Boulevard Félix-Faure: La piscine et les écoles.
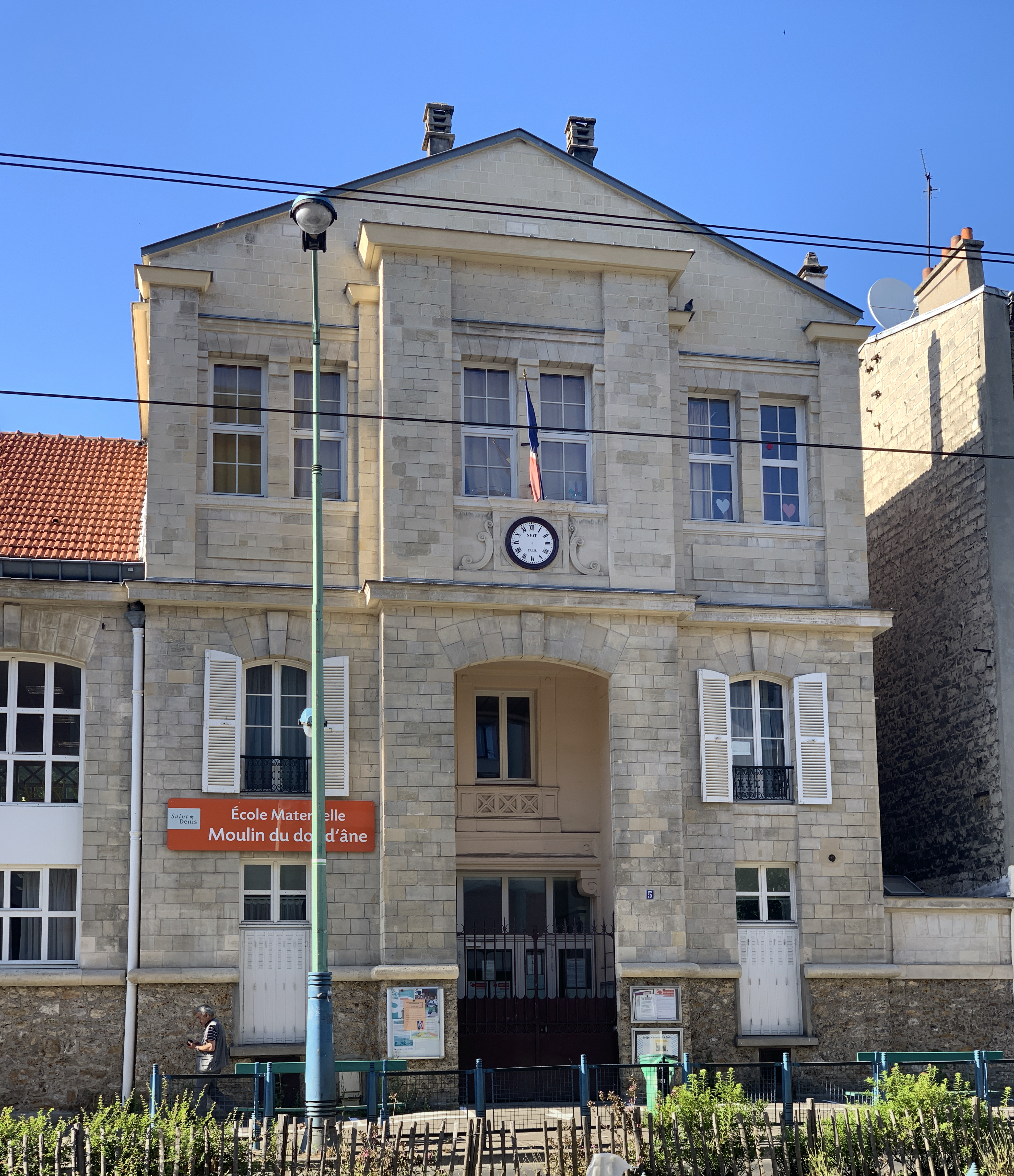
École maternelle Moulin du dos d'Âne, mai 2020.
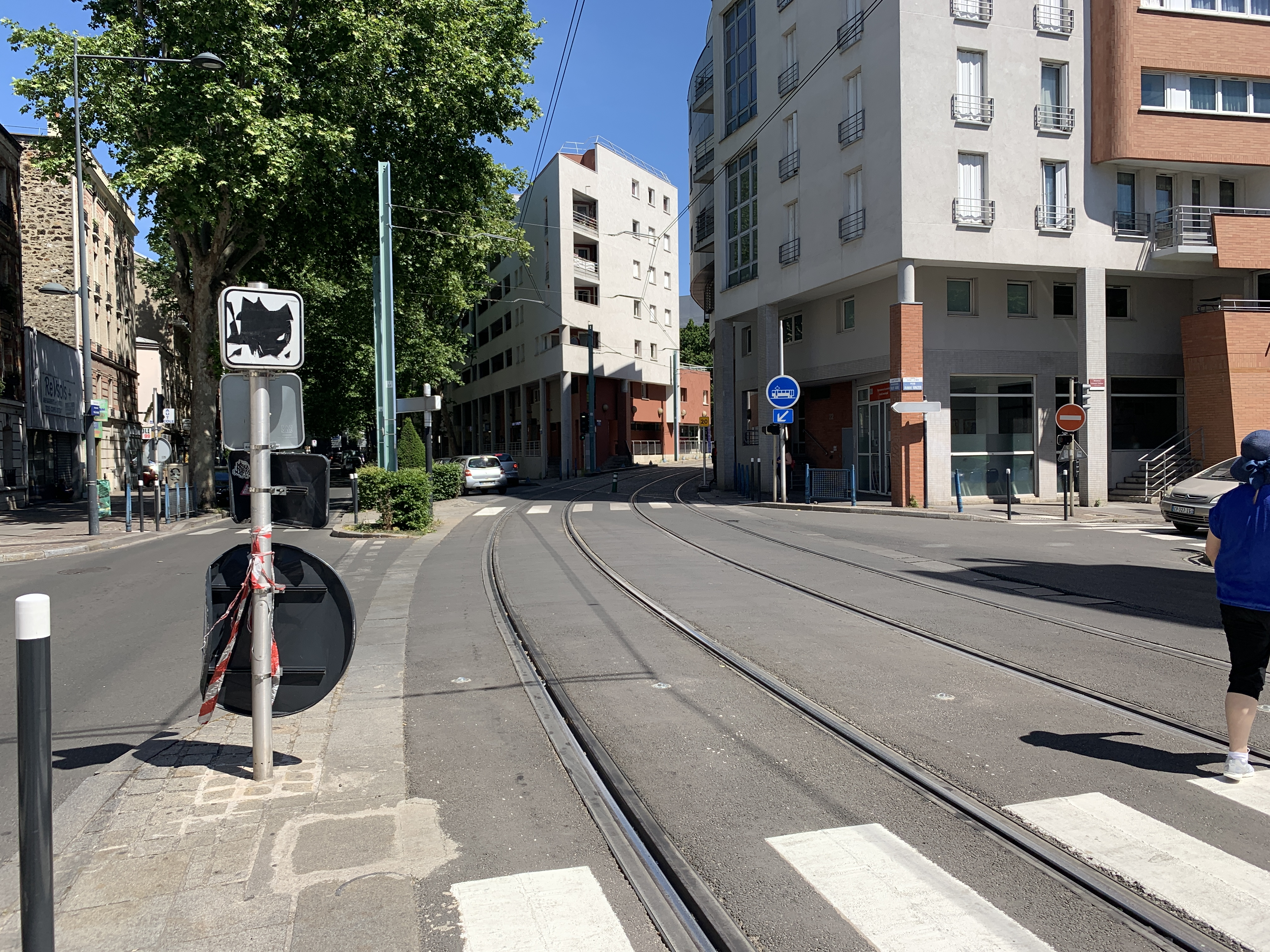
La ligne 1 du tramway.